# White Knight Two
White Knight Two (WK2) — двухфюзеляжный самолёт-носитель, специально разработанный американской авиастроительной компанией Scaled Composites для воздушного старта туристического космоплана SpaceShipTwo.
Первый, и пока единственный экземпляр WK2 имеет собственное имя VMS Eve (Virgin MotherShip Eve), данное самолёту в честь Евы Брэнсон, матери основателя компании Virgin Galactic — Ричарда Брэнсона. Операционной базой самолёта-носителя является Аэрокосмический центр Мохаве, расположенный в одноимённой пустыне.
Сам полёт представляет собой подъём до 16-километровой отметки, затем происходит отстыковка космоплана SpaceShipTwo от самолёта-разгонщика White Knight Two, дальнейший путь он проделывает самостоятельно. Время полёта — 2,5 часа, из них в невесомости — 5-6 минут. На борту космолёта может находиться до восьми человек одновременно: двое пилотов и шесть пассажиров.
15 июля 2010 года космоплан Space Ship Two (SS2) совершил пробный 6-часовой полёт в атмосфере, с экипажем на борту. Полёт над калифорнийской пустыней Мохаве был совершён в пристыкованном состоянии к самолёту-платформе WK2, который является его стартовым комплексом.
21 августа 2010 при приземлении на аэродроме в пустыне Мохаве произошла авария White Knight Two, у самолёта было повреждено левое шасси.
C этого самолёта-носителя 10 октября 2010 года был проведён первый испытательный полёт ракетоплана VSS Enterprise (первый из серии SpaceShipTwo): на аэродроме в пустыне Мохаве он был поднят White Knight Two до высоты 15 км и, после отделения от самолёта-носителя и 15-минутного свободного полёта, успешно совершил посадку..